# Hans Berman
Hans Berman (* um 1510/20; † um 1570) war ein deutscher Hafner, der seine Matrizen für Ofenkacheln auf ausgedehnten Verkaufsreisen veräußerte. Seine Produkte sind an ihrer Signatur identifizierbar und an vielen im 16. Jahrhundert gesetzten Kachelöfen auffindbar.

## Leben
Über das frühe Leben von Berman ist nicht viel bekannt. Seit der Mitte des 19. Jahrhunderts beschäftigt sich die Forschung mit ihm und glaubte anfänglich, in ihm einen wandernden Töpfergesellen, später einen reisenden Formenschneider zu sehen. Dazu trug die breite Streuung seiner Kacheln von der Schweiz bis nach Skandinavien und vom Rhein bis ins Baltikum bei sowie die Tatsache, dass er bis vor Kurzem nicht verortet werden konnte.
Die einzige quellenmäßige Nennung erfolgte 1527, als er für den Schultheiß von Gudensberg siegelte (Staatsarchiv Marburg, Urk. 87, Nr. 1857). Aus der Urkunde und der Zusammenarbeit mit Philipp Soldan könnte sein Wohnort in oder um Fritzlar gelegen haben. Von dort aus besuchte er mindestens zweimal auf einer Verkaufsreise, die ihn über Sachsen, Böhmen, Brandenburg und Pommern an die Ostsee bis nach Lübeck führte (oder umgekehrt), Töpfereien, um dort vor Ort mit mitgeführten Modellen und nur einem Rahmen, der seine „Marke“ beinhaltete, einteilige Model (Matrizen) abzuformen, von denen die Töpfer ihrerseits die Kacheln herstellten. Mit diesem Verfahren waren die Kacheln normiert, was den Ofenbau generell nachträglich beeinflusste und kostengünstig gestaltete. Für ihn und für weniger spezialisierte Töpfereien war es ein lukratives Geschäftsmodell, zumal den Keramikern der Kontakt zu Formenschneidern erspart blieb.
Mit seinem Tode gingen Modelle für Kacheln an verschiedene Töpfer in Nieder- und Oberhessen, die noch mehr als zwanzig Jahre danach Ausformungen mit der Jahreszahl 1562 in den Verkauf brachten. Model wurden auch auf der Frankfurter „Dippemess“ (Töpfermesse) gehandelt. So ist das Aufkommen entsprechender Kacheln in der Schweiz erklärbar. Sein Vertriebssystem wurde über lange Zeit beibehalten. Es gab sogar durch den Hüttenmeister Cord Scharpff († vor 1602) den Versuch, Kacheln mit eigenem Stempel  zu verkaufen.

## Signatur und Motive
Hans Berman hat als Erster seinen vollen Namen (zusammen mit den Jahreszahlen 1554 und 1562) auf Ofenkacheln hinterlassen, von denen bislang um die 80 Exemplare mit alt- und neutestamentaren Szenen, profanen Motiven, Wappen und Darstellungen von Landesherren bekannt geworden sind. Darüber hinaus gibt es von ihm mit HB monogrammierte Stücke. Einige Patrizen (Modelle) stammen nachweislich von dem Formenschneider Philipp Soldan aus Frankenberg oder aus dessen Umfeld.